# Benjamin Melniker
Benjamin Melniker (1913. május 25. – Roslyn Harbor, New York, 2018. február 26.) amerikai filmproducer.

## Filmjei
- Mitchell (1975, executive producer)
- Shoot (1976, executive producer)
- Mocsárlény (Swamp Thing) (1982, producer)
- American Playhouse (1985, tv-sorozat, executive producer, egy epizód)
- TV's Greatest Bits (1987, tv-film, producer)
- Dinosaucers (1987, tv-sorozat, executive producer, öt epizód)
- A mocsárlény visszatér (The Return of Swamp Thing) (1989, producer)
- Batman – A denevérember (Batman) (1989, executive producer)
- Swamp Thing (1990–1993, tv-sorozat, executive producer, 53 epizód)
- Swamp Thing (1991, tv-sorozat, executive producer, öt epizód)
- Fish Police (1992, tv-sorozat, executive producer, hat epizód)
- Batman visszatér (Batman Returns) (1992, executive producer)
- Műhiba (Harmful Intent) (1993, tv-film, executive producer)
- Batman: A rém álarca (Batman: Mask of the Phantasm) (1993, producer)
- Where on Earth Is Carmen Sandiego? (1994–1995, tv-sorozat, executive producer, 13 epizód)
- Mindörökké Batman (Batman Forever) (1995, executive producer)
- Batman és Robin (Batman & Robin) (1997, executive producer)
- Batman & Mr. Freeze: SubZero (1998, videó, executive producer)
- Batman Beyond: Return of the Joker (2000, videó, executive producer)
- Chase Me (2003, videó, rövidfilm, executive producer)
- Batman: Batwoman rejtélye (Batman: Mystery of the Batwoma) (2003, videó, executive producer)
- A Macskanő (Catwoman) (2004, executive producer)
- A nemzet aranya (National Treasure) (2004, associate producer)
- Constantine, a démonvadász (Constantine) (2005, producer)
- Batman: Kezdődik! (Batman Begins) (2005, executive producer)
- Batman és Drakula (The Batman vs. Dracula) (2005, videó, executive producer)
- Batman: Gotham lovagja (Batman: Gotham Knight) (2008, videó, executive producer)
- A sötét lovag (The Dark Knight) (2008, executive producer)
- Spirit – A sikító város (The Spirit) (2008, executive producer)
- Superman/Batman: Közellenségek (Superman/Batman: Public Enemies) (2009, videó, executive producer)
- Batman a Piros Sisak ellen (Batman: Under the Red Hood) (2010, videó, executive producer)
- Superman és Batman (Superman/Batman: Apocalypse) (2010, videó, executive producer)
- Batman: A kezdet kezdete (Batman: Year One) (2011, videó, executive producer)
- Superman szemben az Elitekkel (Superman vs. The Elite) (2012, videó, co-executive producer)
- A sötét lovag – Felemelkedés (The Dark Knight Rises) (2012, executive producer)
- Batman: A sötét lovag visszatér, 1. rész (Batman: The Dark Knight Returns, Part 1) (2012, videó, executive producer)
- Batman: A sötét lovag visszatér, 2. rész (Batman: The Dark Knight Returns, Part 2) (2013, videó, executive producer)
- Lego Batman: A film (Lego Batman: The Movie - DC Super Heroes Unite) (2013, videó, executive producer)
- A Lego-kaland (The LEGO Movie) (2014, executive producer)
- Batman fia (Son of Batman) (2014, vide*, executive producer)
- Batman: Az Arkham ostroma (Batman: Assault on Arkham) (2014, videó, executive producer)
- Batman kontra Robin (Batman vs. Robin) (2015, videó, executive producer)
- Batman határtalanul: Féktelen ösztönök (Batman Unlimited: Animal Instincts) (2015, videó, executive producer)
- Az Igazság Ligája: Istenek és szörnyek (Justice League: Gods and Monsters) (2015, videó, co-executive producer)
- Batman határtalanul: A szörnyek keringője (Batman Unlimited: Monster Mayhem) (2015, videó, executive producer)
- LEGO: Az igazság ligája – Harc a légióval (Lego DC Super Heroes: Justice League - Attack of the Legion of Doom!) (2015, videó, co-executive producer)
- Batman: Az elfajzott (Batman: Bad Blood) (2016, videó, executive producer)
- Lego DC Comics Super Heroes: Justice League - Cosmic Clash (2016, videó, co-executive producer)
- Batman Superman ellen – Az igazság hajnala (Batman v Superman: Dawn of Justice) (2016, executive producer)
- Lego DC Comics Superheroes: Justice League - Gotham City Breakout (2016, videó, co-executive producer)
- Batman: Gyilkos tréfa (Batman: The Killing Joke) (2016, executive producer)
- Batman Unlimited: Mechs vs. Mutants (2016, videó, executive producer)
- Batman: Return of the Caped Crusaders (2016, executive producer)
- A Sötét Igazság Ligája (Justice League Dark) (2017, videó, co-executive producer)
- Lego Batman – A film (The LEGO Batman Movie) (2017, executive producer)
- Batman és Harley Quinn (Batman and Harley Quinn) (2017, videó, executive producer)
- Batman Kétarc ellen (Batman vs. Two-Face) (2017, videó, executive producer)
- Az Igazság Ligája (Justice League) (2017, executive producer)
- Scooby-Doo és Batman – A bátor és a vakmerő (Scooby-Doo & Batman: The Brave and the Bold) (2018, executive producer)
- Batman: Gotham by Gaslight (2018, videó, executive producer)
- Lego DC Comics Super Heroes: The Flash (2018, videó, executive producer)
- Batman Ninja (2018, executive producer)